# Mark Tollefsen
Mark Tollefsen (Danville, California, 21 de noviembre de 1992) es un exjugador de baloncesto estadounidense . Con 2,06 metros de estatura, jugaba en la posición de alero.

## Trayectoria deportiva

### Universidad
Jugó durante tres temporadas con los Dons de la Universidad de San Francisco, en las que promedió 10,6 puntos, 4,1 rebotes y 1,6 asistencias por partido. En 2015 fue incluido en el segundo mejor quinteto de la West Coast Conference. En 2015 fue transferido a los Wildcats de la Universidad de Arizona, donde jugó su temporada sénior en la que promedió 7,0 puntos y 3,0 rebotes por partido.

### Profesional
Tras no ser elegido en el Draft de la NBA de 2016, en el mes de septiembre fichó por el BC Kalev/Cramo de Estonia, que disputa la VTB United League.
En agosto de 2017 fichó por el Maccabi Rishon LeZion de la Ligat ha'Al israelí.